# Vanna Rocco

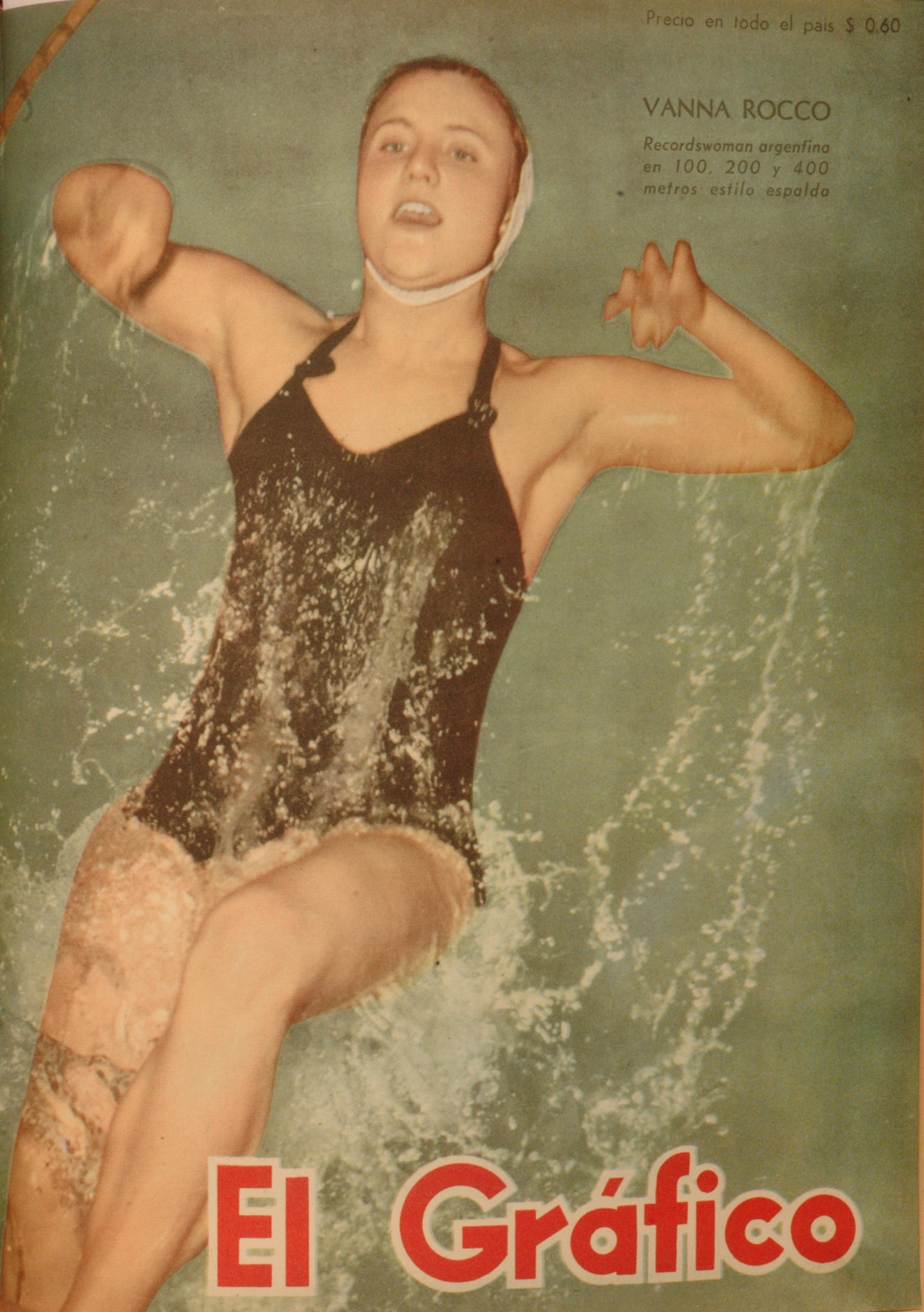
Vanna Rocco en la tapa de la revista El Gráfico del 27 de octubre de 1950. Puede leerse: "Vanna Rocco, recordwoman argentina en 100, 200 y 400 metros estilo espalda".

Vanna Rocco fue una nadadora argentina que competía para el Club Atlético San Lorenzo de Almagro.
Compitió en los Juegos Panamericanos de 1951, en los que salió quinta en los 100 metros estilo espalda.
En el Campeonato Argentino de Natación de 1952 ganó los 100 m estilo espalda con un tiempo de 1.19.5, derrotando a Nélida del Roscio.
En 1954 obtuvo en Buenos Aires el récord sudamericano 4x400m combinados junto a Beatriz Rohde, Aurora Otero y Ana María Schultz.
En los Juegos Panamericanos de 1955 obtuvo la medalla de oro en los 200 m estilo espalda, con un tiempo de 2m49s9. En los mismos juegos fue también medalla de bronce en la posta 4x100m combinados junto con Liliana Gonzalías, Eileen Holt y Beatriz Rohde.
En el Campeonato Sudamericano de Natación de 1956, celebrado en Viña del Mar, obtuvo el segundo puesto en los 100 m espalda.